# بيتر وليامز (لاعب كرة قدم)
بيتر وليامز (بالإنجليزية: Peter Williams)‏ (21 أكتوبر 1931 بنوتنغهام في المملكة المتحدة - ) هو لاعب كرة قدم بريطاني في مركز الوسط. لعب مع ديربي كاونتي ونادي تشيسترفيلد وأرنولد تاون وSouth Normanton Athletic F.C. ‏ ونادي بوسطن يونايتد.